# 봄날 (드라마)
《봄날》은 2005년 1월 8일부터 2005년 3월 13일까지 매주 토~일 밤 9시 55분에 방영되었던 SBS 주말특별기획 드라마이다.
원래는 해당 드라마 외주제작사(싸이더스 HQ) 소속이었던 최지우가 주연을 맡을 예정이었으나, 고현정으로 변경되었다.
원작은 일본드라마 별의 금화이다.
한편, 이 작품은 전작 마지막 춤은 나와 함께가 그랬던 것처럼 지나친 '기억상실' 이야기로 따끔한 눈초리를 샀다.

## 제작진
- 프로듀서 : 김양, 문정수
- 극본 : 김규완
- 연출 : 김종혁

## 등장 인물
- 고현정 : 서정은 역
- 조인성 : 고은섭 역
- 지진희 : 고은호 역
- 신충식 : 서달호 역
- 장용 : 고형진 역
- 이휘향 : 오혜림 역
- 이소연 : 김경아 역
- 박철민 : 이진태 역
- 이경진 : 은호 생모 역
- 장아영 : 어린 서정은 역
- 한고은 : 민정 역
- 조은숙 : 윤숙 역
- 정종준 : 조폭 두목 역
- 박정우 : 성준 역
- 박남현
- 이원하

## 수상 내역
- 2005년 SBS 연기대상 최고 인기상, 10대 스타상 조인성
- 2005년 SBS 연기대상 10대 스타상 고현정
- 2005년 백상예술대상 TV부문 남자 인기상 조인성

## 참고사항
- 극중 서정은 역을 맡았던 고현정은 모래시계 이후 10년만에 안방극장에 복귀하였다.